# وستغان (غندمان)
وستغان (بالفارسية: وستگان) هي قرية تقع في إيران في قسم غندمان الريفي. يقدر عدد سكانها بـ 514 نسمة بحسب إحصاء 2016.